# Federación de Tenis de Chile
La Federación de Tenis de Chile (Fetech) es el principal organismo de este deporte en el país. Fue fundada el 3 de abril de 1920 en la ciudad de Santiago, bajo el nombre de Asociación de Lawn Tenis de Chile. Está afiliada al Comité Olímpico de Chile, mientras que en el ámbito internacional, a la Federación Internacional de Tenis desde 1927 (fundada en 1912) y a la Confederación Sudamericana de Tenis desde 1948 (fundada en 1947). En 1928 comenzó la participación del equipo chileno en la Copa Davis (fundada en 1900) y en 1968, la del equipo chileno en la Copa Billie Jean King (fundada en 1963).

## Presidentes
Lista cronológica:
(...)

- 1986-1990: José Hinzpeter
- 1994-1998: Carlitos Herrera
- 2001-2005: Andrés Fazio
- 2005-2007: Mario Pakozdi
- 2007-2015: José Hinzpeter
- 2016: Impugnación a la Totalidad de la Directiva
- 2017: Óscar Rojas
- 2018-presente: Sergio Elías

## Palmarés

### Selecciones masculinas

#### Absoluta
| Competición              | Campeón        | Subcampeón | Tercer puesto   |
| ------------------------ | -------------- | ---------- | --------------- |
| Copa Davis               |                | 1 (1976)   |                 |
| Copa Mundial por Equipos | 2 (2003, 2004) |            |                 |
| Juegos Olímpicos         | 2 (2004)       | 1 (2008)   | 1 (Atenas 2004) |

#### Selección Panamericana masculina
| Competición                                 | Campeón        | Subcampeón                       | Tercer puesto        |
| ------------------------------------------- | -------------- | -------------------------------- | -------------------- |
| Juegos Panamericanos (Individual masculino) | 1 (1959)       | 5 (1979, 2002, 2007, 2019, 2023) | 1 (1955)             |
| Juegos Panamericanos (Dobles masculino)     | 1 (2015)       | 5 (1951, 1979, 2003, 2007, 2023) | 1 (1995)             |
| Juegos Sudamericanos (Individual masculino) | 2 (1986, 2018) | 3 (1986, 1990, 1998)             | 3 (1982, 2014, 2022) |
| Juegos Sudamericanos (Dobles masculino)     | 1 (1990)       | 4 (1982, 1986, 2002, 2006)       | 3 (1982, 2014, 2022) |

### Selecciones juveniles masculinas
| Competición                  | Campeón  | Subcampeón | Tercer puesto |
| ---------------------------- | -------- | ---------- | ------------- |
| Copa Mundial de Tenis Sub-18 |          | 1 (1993)   |               |
| Copa Davis Sub-16            | 1 (2001) |            |               |
| Copa Davis Sub-14            | 1 (2010) | 1 (1999)   |               |

### Selecciones femeninas

#### Absoluta
| Competición           | Campeón | Subcampeón | Tercer puesto |
| --------------------- | ------- | ---------- | ------------- |
| Copa Billie Jean King |         |            |               |
| Copa Hopman           |         |            |               |
| Juegos Olímpicos      |         |            |               |

#### Selección Panamericana femenina
| Competición                                | Campeón                          | Subcampeón     | Tercer puesto        |
| ------------------------------------------ | -------------------------------- | -------------- | -------------------- |
| Juegos Panamericanos (Individual femenino) |                                  |                | 1 (1979)             |
| Juegos Panamericanos (Dobles femenino)     |                                  | 1 (1999)       | 1 (1991)             |
| Juegos Sudamericanos (Individual femenino) | 3 (1990, 1994, 2010)             | 2 (1986, 2018) | 3 (1982, 2014, 2022) |
| Juegos Sudamericanos (Dobles femeninos)    | 5 (1990, 1994, 1998, 2010, 2018) | 2 (1978, 1982) | 1 (2022)             |

### Selecciones juveniles femeninas
| Competición                   | Campeón | Subcampeón | Tercer puesto |
| ----------------------------- | ------- | ---------- | ------------- |
| Copa Billie Jean King Juvenil |         |            |               |